# Piotr Romanow (lotnik)
Piotr Iwanowicz Romanow (ros. Пётр Иванович Романов, ur. 6 czerwca 1918 we wsi Sieriebrianyje Prudy w guberni tulskiej, zm. 18 kwietnia 1945 w Brandenburgii) – radziecki lotnik wojskowy, kapitan, Bohater Związku Radzieckiego (1944).

## Życiorys
Urodził się w rodzinie chłopskiej. Od 1931 mieszkał w Moskwie u starszego brata, skończył szkołę uniwersytetu fabryczno-zawodowego, pracował jako ślusarz w fabryce, ukończył aeroklub. Od 1940 służył w armii, w 1941 ukończył wojskową lotniczą szkołę pilotów w Kirowabadzie (obecnie Gandża), służył w Siłach Powietrznych Zakaukaskiego Okręgu Wojskowego, w sierpniu 1941 brał udział w operacji wkroczenia wojsk radzieckich do Iranu. Od 13 października 1941 uczestniczył w wojnie z Niemcami, walczył m.in. na Froncie Północno-Zachodnim w składzie 42 pułku lotnictwa bombowego, wykonując 17 lotów bojowych. W marcu 1942 jego pułk włączono w skład Lotnictwa Dalekiego Zasięgu. Walczył m.in. w obronie Moskwy, pod Stalingradem, brał udział w bombardowaniu węzłów kolejowych i lotnisk wroga m.in. w Smoleńsku, Dnie, Briańsku, Mińsku, Połtawie, Orszy, Homlu, Orle, Witebsku, Wiaźmie, Kursku i Woroneżu, a w maju 1943 w bombardowaniu Warszawy. Od 1942 należał do WKP(b). W maju-czerwcu i październiku-listopadzie 1942 wykonał 49 lotów bojowych w obszarach podbiegunowych, m.in. niedaleko granicy ZSRR z Norwegią. Jako dowódca klucza 108 pułku lotniczego dalekiego zasięgu 36 Dywizji Lotniczej Dalekiego Zasięgu 8 Korpusu Lotnictwa Dalekiego Zasięgu w stopniu kapitana do końca lutego 1944 wykonał 209 lotów bojowych, zrzucając na przeciwnika 206,5 ton bomb. Łącznie do końca wojny wykonał 300 lotów bojowych. Został zastępcą dowódcy eskadry, brał udział w operacji berlińskiej, zginął w nocy 18 kwietnia 1945 wskutek zestrzelenia przez niemiecką obronę przeciwlotniczą.

## Odznaczenia
- Złota Gwiazda Bohatera Związku Radzieckiego (19 sierpnia 1944)
- Order Lenina (19 sierpnia 1944)
- Order Czerwonego Sztandaru (31 grudnia 1942)
- Order Wojny Ojczyźnianej I klasy (17 czerwca 1943)
- Order Czerwonej Gwiazdy (20 czerwca 1942)
- Medal „Za obronę Stalingradu” (1943)
- Medal „Za obronę Moskwy”
- Medal „Za obronę Leningradu”